# Acridotheres melanopterus
Acridotheres melanopterus е вид птица от семейство Скорецови (Sturnidae). Видът е критично застрашен от изчезване.

## Разпространение
Разпространен е в Индонезия.